# Raquel van Haver
Raquel van Haver (Bogota, 1989) is een Nederlandse kunstenaar die woont en werkt in de Bijlmer in Amsterdam-Zuidoost. Ze staat bekend om haar expressieve schilderijen, groepsportretten en installaties. Naast haar werk als kunstenaar doceert zij aan de Gerrit Rietveld Academie in Amsterdam. Ze zit in verschillende adviescommissies en houdt zich tevens bezig met educatieve kunstprojecten.

## Biografie
Raquel van Haver werd in 1989 geboren in Bogota, Colombia, en groeide op met haar adoptieouders en eveneens geadopteerde zusje in Hoorn. Op 17-jarige leeftijd verhuisde zij voor haar studie naar de Bijlmer in Amsterdam-Zuidoost. In 2008 voltooide Van Haver de bachelor in beeldende kunst, aan de Gerrit Rietveld Academie in Amsterdam. In 2012 behaalde ze haar BA, beeldende kunst, aan de Hogeschool voor de Kunsten in Utrecht. Ze heeft meerdere malen als artist-in-residence gewerkt, waaronder in 2016 en 2017 bij het Folktales taboos project in samenwerking met de National Gallery in Harare  (Zimbabwe), in 2017 bij de African Artists' Foundation in Lagos (Nigeria), in 2018 bij de Stichting Kibii in Moengo (Suriname) en in Amsterdam bij het CBK (Centrum Beeldende Kunst) Zuidoost. Van 2020-2021 was zij resident in 't Huys in hotel De L'Europe Amsterdam. 
Van Haver was lid van de CAWA (Commissie ateliers en (Woon)werkpanden in Amsterdam). Ook is zij oprichter van ACA (Art Castle Amsterdam), een multidisciplinaire kunstinstelling, die in 2023 haar deuren opende. In 2021 richtte zij de Stichting Groepsportretten van de 21e eeuw op, waarmee zij fondsen genereert voor haar projecten. Voor het televisieprogramma De nieuwe Rembrandt zit Van Haver in de vakjury.

## Werk
Van Havers thuishaven is Amsterdam. Veel van haar vrienden zaten in een multiculturele kunstenaarsscene. In dagblad 'De Volkskrant' vertelt ze dat ze vaak naar hun optredens ging en hen vastlegde op foto, en daarna in schilderij. Hier ontstond ook haar behoefte om 'luide' schilderijen, zoals ze ze zelf noemt, te maken. Met haar monumentale mixed-media schilderijen wil ze verhalen vertellen. 'Ik ben vooral een verhalenverteller, en ik wil graag verhalen delen. Er valt namelijk veel te leren van verhalen.' Tevens wil ze verbinden en overeenkomsten benadrukken tussen groepen mensen. De thema's in haar werk gaan onder andere over het dagelijkse leven, gemeenschappen (met name in steden), haar eigen achtergrond, migratie, identiteit en het postkoloniale discours. Haar inspiratie haalt ze niet alleen uit haar eigen omgeving, maar eveneens uit reizen en het langdurig verblijven in de sloppenwijken van grote steden in de Caraïben, Afrika en Latijns-Amerika.
Haar werken komen na lang onderzoek tot stand. Ze verdiept zich in mensen op locatie, maakt foto's en video's, en interviewt hen. Het kost tijd om hun vertrouwen te winnen. De verhalen brengt ze over in haar schilderijen. Haar werken beelden individuen, groepen mensen of instellingen af. Ze combineert traditionele schildertechnieken met onconventionele materialen. Dikke klodders olieverf brengt ze aan op jute, en vermengt het met materiaal zoals hout, gips, papiermaché, plastic bloemen, metaal, hars en teer. Ze gaat bewust met materialen om en hergebruikt van alles. Houten latten moeten alles op zijn plek houden en zijn vaak zichtbaar aan de zijkant. Dit is bijvoorbeeld te zien bij het enorme schilderij We Don't Sleep As We Parade All Through The Night, dat tijdens Van Havers eerste solotentoonstelling in Amsterdam, Spirits of the Soil, in 2018 in het Stedelijk Museum het middelpunt was. Hierop wordt een levendige straatscène afgebeeld.
Van Havers verlangen om meer over haar achtergrond te weten te komen, speelde mee in de totstandkoming van haar solopresentatie Amo a la Reina tijdens de groepstentoonstelling Say It Loud in 2020, in het Bonnefantenmuseum in Maastricht. Amo a la Reina is een eerbetoon aan vrouwelijke sociale leiders in Colombia. Zij vechten voor een beter bestaan, maar moeten dat vaak met de dood bekopen. Voor dit project reisde Van Haver naar Colombia om de verhalen van deze vrouwen te verzamelen en hen te fotograferen. Dit resulteerde in een reeks schilderijen, waarin ze de vrouwen als moderne Mariafiguren afbeeldt.
Voor Refresh Amsterdam maakte ze in 2021 een hedendaags regentenportret. Hierop beeldt ze mensen af, die goed doen voor de stad. Ze refereert hier aan haar vriendengroep, mensen uit verschillende community's, voornamelijk binnen de zwarte gemeenschap. Zij inspireerden haar, en zijn haar dierbaar. Het zou de opmaat zijn voor Van Havers hedendaagse schuttersstukken van Amsterdammers, die belangrijk zijn voor de stad.

## Tentoonstellingen/presentaties
Selectie van tentoonstellingen/solopresentaties in musea:
- De Scheffer (2017), Dordrechts Museum in Dordrecht
- Spirits of the Soil (2018), Stedelijk Museum in Amsterdam
- Amo a al Reina (2020), Het Bonnefantenmuseum in Maastricht
- TextielMuseum (2022), Tilburg
- 750 jaar Amsterdam (2025), Amsterdam Museum in Amsterdam

Selectie van groepstentoonstellingen:
- Ancestral Blues, The State of L3 (2015), Framer Framed in Amsterdam
- Inchxlnch (2016), David Krut projects in Johannesburg, Zuid-Afrika
- Latin American Cartographies (2017), BOZAR in Brussel, België
- De Meest Eigentijdse Schilderijen Tentoonstelling (2018), Dordrechts Museum in Dordrecht
- Most Wanted (2019), Museum Volkenkunde in Leiden
- Voices of fashion (2021), Centraal Museum in Utrecht
- Brave New World-16 schilders voor de 21e eeuw (2023), De Fundatie in Zwolle

## Werk in collecties
Selectie van musea en privécollecties die werk(en) van Raquel van Haver in hun bezit hebben:
- Stedelijk Museum in Amsterdam
- Dordrechts Museum in Dordrecht
- LAM Museum in Lisse
- Amsterdam Museum in Amsterdam
- Sanquin Art Collection
- Collectie Otto Schaap

## Prijzen/nominaties
Raquel van Haver heeft verschillende prijzen gewonnen en werd voor andere prijzen genomineerd:
- De Schefferprijs (2017)
- Nominatie Wolvecampprijs (2018)
- Koninklijke Prijs voor Vrije Schilderkunst (2018)
- De Amsterdam Award (2019)
- Nominatie kunstenaar van het jaar (2024)